# Kim van Kooten
Kim van Kooten (Purmerend, 26 de janeiro de 1974) é uma atriz e roteirista holandesa. Internacionalmente, ela é mais conhecida pelo filme de 2003, Phileine Says Sorry, no qual ela interpreta o papel principal.

## Vida pessoal
Ela é casada com o ator Jacob Derwig, com quem tem um casal de filhos.

## Filmografia

### Como atriz
- 1995: Zusje como Daantje Zuidewind
- 1996: Red Rain
- 1998: Een Hoertje en haar broertje como Elena
- 1999: Jezus is een Palestijn como Natasja
- 2000: Mariken como Isabella
- 2001: Olivetti 82
- 2002: Snapshots
- 2002: Bella Bettien como Monique
- 2003: Phileine zegt sorry como Phileine
- 2006: Evelien (TV) como Evelien
- 2010: Loft
- 2012: Black Out
- 2013: The Dinner

### Como roteirista
- 1994: Nighthawks
- 1996: Blind Date (diálogos)
- 2000: Mariken
- 2001: Met grote blijdschap
- 2001: Acteurs, De (TV)
- 2002/2003: Na de zomer
- 2007: Alles is Liefde
- 2012: Entertainment Experience